# Ca l'Agulló (Cervera)
Ca l'Agulló és una casa de Cervera (Segarra) inclosa a l'Inventari del Patrimoni Arquitectònic de Catalunya.

## Descripció
Edifici de carreus tan sols visibles al parament de la planta baixa, ja que la resta de la façana és arrebossada i pintada. Consta de quatre plantes. La planta baixa té porta quadrangular i una finestra d'arc escarser rebaixada. La primera planta presenta dues portes balconeres amb barana de ferro forjat que recorre tot el llarg de la façana de l'edifici. A la segona planta hi ha dues portes balconeres amb barana de ferro forjat. La planta superior fa funció de golfa i presenta dues finestres el·líptiques.

## Història
La família propietària es diu Agulló. Aquests la van comprar a un antic hereu de la família Delfín.